# Louis Peyret
Louis Peyret est un ingénieur et constructeur français, pionnier de l'aviation, né le 23 mars 1881 à Laudun et mort le 23 février 1933 à Paris. Il est notamment connu pour sa collaboration avec Pierre Mauboussin sur les avions Peyret-Mauboussin.

## Biographie
Louis Peyret naît à Laudun le 23 mars 1881 à Laudun, dans le Gard. Dès l'âge de 14 ans, il s'intéresse pour l'aéronautique et se penche sur le vol des aigles et des cerfs-volants. En 1904, Peyret est détaché auprès à Chalais-Meudon auprès du capitaine Ferber. Il y rencontre Louis Paulhan avec qui il construit des planeurs,.

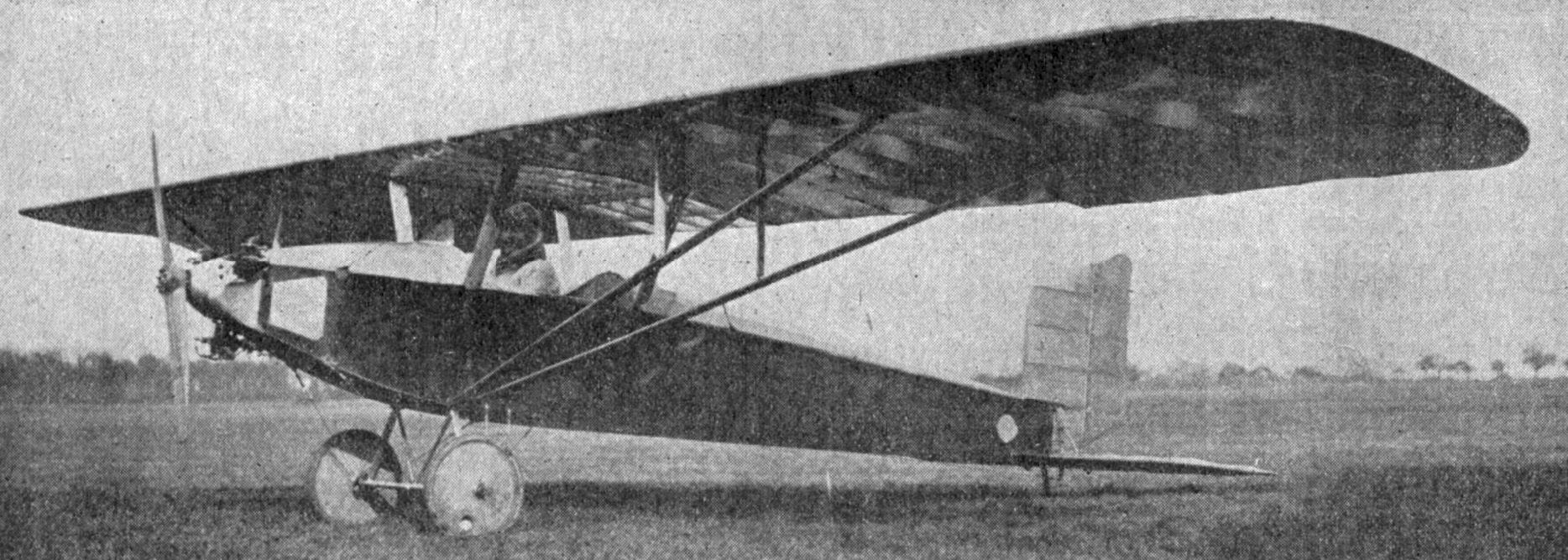
La Libellule de Nessler

Démobilisé, il entre dans les ateliers Surcouf où travaillait déjà Gabriel Voisin. Lorsque l'atelier est racheté Blériot pour former Blériot-Voisin, Peyret y est chef-monteur. À leur séparation, Peyret suit Blériot quand son partenariat s'interrompt de 1906 à 1909. De 1913 à 1921, il est chef des études chez Morane-Saulnier où s'attaque à la question du tir à travers l'hélice.
En 1923, Louis Peyret s'établit à son compte en créant Les Ateliers d'Aviation Louis Peyret. La société s'établit au dans une petite usine au 100, rue Rouget-de-Lisle à Suresnes (4 employés en 1928).
Là, Peyret développe aussi bien ses propres modèles que des projets qui lui sont soumis. Une collaboration se détache cependant du lot : d'un avion étudié et réalisé à la demande de Pierre Mauboussin émerge une série d'avion prometteurs qui font la une des journaux par les raids et records qu'ils emportent.
Louis Peyret meurt le 23 février 1933 à Paris, peu après avoir - enfin - passé son brevet de pilote sur un tandem de sa construction et quelques semaines le retour du raid Paris-Madagascar-Paris du PM-XI.

## Avions

### Modèles propres
- double monoplan (1904)[7]
- Planeur Alérion[7]

### Sur commande

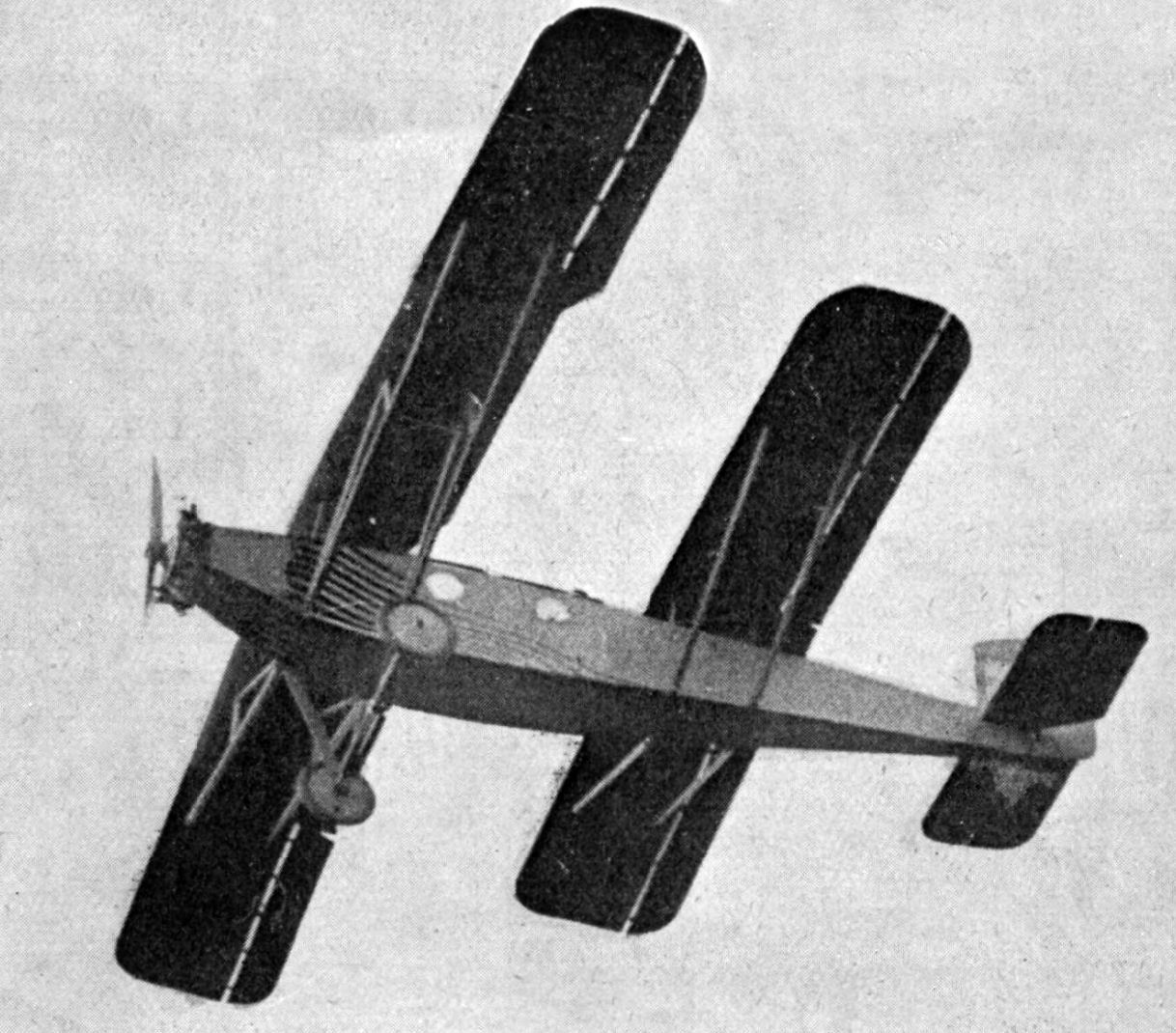
Le Triavion Albessard

- Hydravion école pour le commandant Le Prieur (1924)[7]
- Libellule dessinée par Éric Nessler (1925)[7]
- Triavion Albessart (1926)[7]
- planeurs Vautour (1925) et Rapace (1928) de Georges Abrial[7]

### Peyret-Mauboussin
- PM X[7]
- PM XI[7]
- PM XII[7]

### Les records signés avec des appareils Peyret
- Le 29 janvier 1923: c'est avec un appareil Peyret qu'Alexis Maneyrol va établir le nouveau record de durée des alérions, soit huit heures et cinq minutes[10].

- Au meeting d’Itford Hill de 1922, Alexis Maneyrol établit le record mondial de vol à voile avec un appareil monoplan Louis Peyret à fuselage triangulaire « Langley », soit 3 heures et 23 minutes[11].

## Distinctions
- Chevalier de la Légion d'honneur